# Lana Wood
Lana Wood, nacida Svetlana Nikolaevna Zakharenko (del ruso: Светла́на Николаевна Захаренко), Santa Mónica, California, 1 de marzo de 1946; Es una actriz y productora estadounidense. Lana Wood es la hermana menor de la también actriz Natalie Wood. Su primer papel importante fue a los 9 años en el western de John Ford The Searchers (Centauros del desierto). Fue una habitual en la serie de televisión Peyton Place, y conocida por su papel de Plenty O'Toole en la película de James Bond de 1971 Diamantes para la eternidad. Apareció en películas y papeles invitados en televisión a lo largo de los años setenta y ochenta.

## Primeros años
Su nombre real es Svetlana Nikolaevna Zakharenko. Sus padres eran rusos, pero habían crecido lejos de su patria: su padre vivía en Vancouver, Columbia Británica, Canadá, mientras que su madre se crio en una provincia China. Después de que sus padres se casaran, se establecieron en Santa Mónica, California, donde nació Lana. Por ese entonces, sus padres cambiaron sus apellidos legalmente a Gurdin. Su hermana mayor era la actriz Natalie Wood. Tienen una media hermana, Olga, de un matrimonio anterior de su madre.

## Carrera

### Actriz infantil

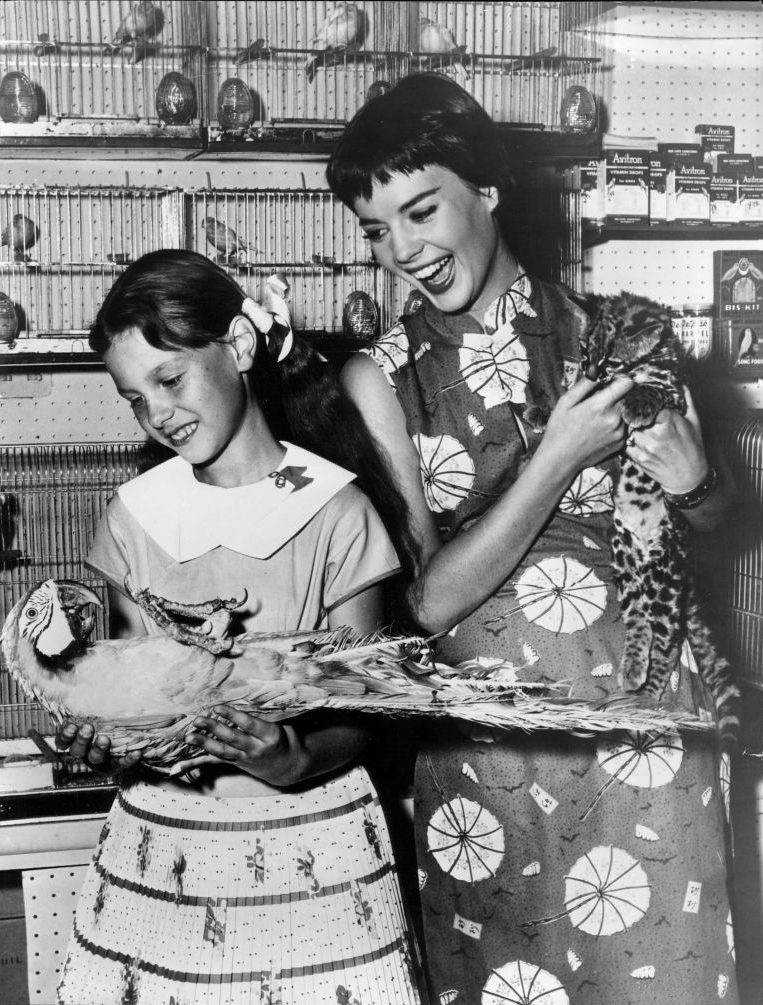
Lana Wood (izq.) y su hermana Natalie (der.) en 1956.

Como niña, Wood apareció en Driftwood (1947), pero su escena fue eliminada de la versión final de la película. El primer papel acreditado de Lana fue en el clásico western de John Ford The Searchers (Centauros del desierto)(1956), protagonizado por John Wayne, y que también contaba con la hermana de Wood, Natalie. Lana y Natalie interpretaban al mismo personaje en diferentes edades, con cantidades similares de tiempo en pantalla. El nombre artístico de Natalie era Wood, dado por el productor de su primera película. María, la madre de ambas, fue preguntada bajo qué nombre artístico debían acreditar a Lana, y acordó que sería mejor si ella podía ser acreditada como "Wood", como su hermana.Como niña, también hizo apariciones en Playhouse 90 (1957), The Real McCoy (1958) y apareció en las películas Marjorie Morningstar (1958) y Five Finger Exercise (1962).

### Carrera adulta
Al inicio de su carrera adulta, Lana interpretó pequeños papeles en las películas de Natalie; pero en los años 60, su carrera despegó. Uno de sus papeles fue en la película de playa The Girls on the Beach (1965). Después de aparecer en la serie dramática de breve duración The Long, Hot Summer, obtuvo el papel de Sandy Webber en la serie de televisión de prime time Peyton Place, en la que trabajó desde 1966 a 1967.
En 1971, Lana apareció en la edición de abril de ese año de Playboy. La principal razón fue la publicidad  como la chica Bond Plenty O'Toole en Diamantes para la eternidad (1971). En una escena con Sean Connery apareció vistiendo solo un par de panties transparentes. Lana tuvo solo tres minutos de tiempo de pantalla en la película, aunque sigue siendo un papel muy recordado.
Lana tuvo otras más de 20 películas y más de 300 programas de televisión en su haber, incluyendo El Fugitivo, Bonanza, Misión: Imposible, Starsky y Hutch y La isla de la fantasía. Algunos de sus otros papeles han sido en la película de Disney Justin Morgan Had a Horse (1972) y el western Grayeagle (1977). Después de aparecer en la película de terror Demon Rage (1982) se retiró de la actuación para concentrarse en su carrera como productora.

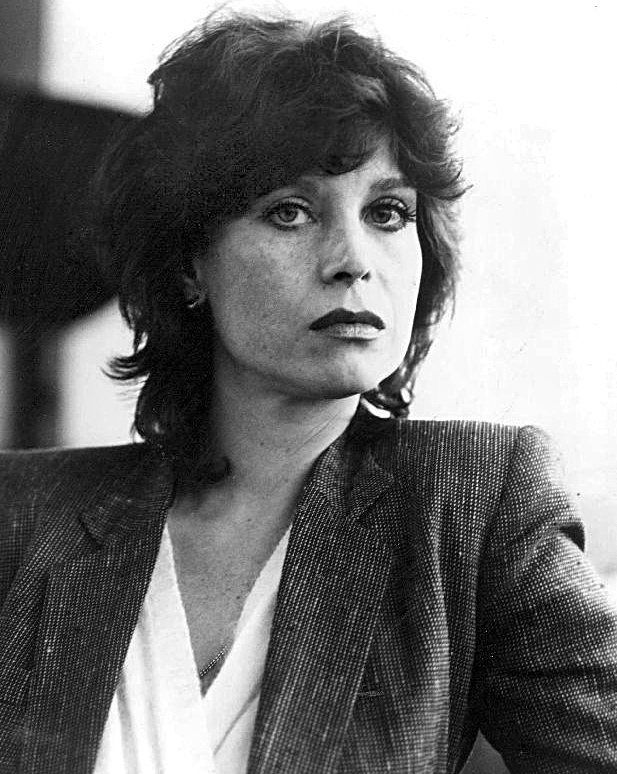
Wood en 1982.

Después de un paréntesis de 26 años, Wood reanudó su carrera como actriz en el 2008. Desde entonces ha aparecido en numerosas películas de bajo presupuesto como The Book of Ruth: Journey of Faith (2009) y Deadly Renovations (2010).

## Vida personal
A los 29 años, Lana Wood  ya se había casado en cinco  ocasiones. Su primer matrimonio fue a los 16 años con Jack Wrather en 1962; el matrimonio fue anulado el mismo año. Sus segundas nupcias fueron a los 18 años, en 1964, con Karl Brent. Sus tercer y cuarto matrimonios, en la década de 1960, fueron con Steve Oliver y Allan Balter. En 1973, a los 27 años, Wood se casó con su quinto esposo, Richard Smedley. Wood dio a luz a una hija, Evan, el 11 de agosto de 1974. El matrimonio terminó en divorcio en 1975, y Wood ya no se volvió a casar.
El 29 de noviembre de 1981, su hermana, la también actriz Natalie Wood, se ahogó cerca de Isla Santa Catalina bajo circunstancias peculiares. Lana ha dicho: "la persona que amaba más que a nadie, con la única excepción de mi hija, está muerta. A menudo lloro por ella. Espero que siempre lo haré".
Más tarde, su madre, María, que tenía la enfermedad de Alzheimer, se mudó con Lana. María Gurdin murió el 6 de enero de 1998. Lana escribió un libro sobre ésa experiencia que no fue publicado.
En 1984, Wood publicó el libro Natalie: A Memoir by Her Sister (ISBN 0399129030), en el que declara que el viudo que Natalie, Robert Wagner, cortó el contacto con Lana tras la muerte de Natalie y se negó a dejarla ver a sus dos sobrinas: Natasha y Courtney Wagner. En el libro, Wood también afirmó que tuvo relaciones con los actores Sean Connery, Ryan O'Neal, Alain Delon y Warren Beatty.
En 2002, Wood cooperó con Suzanne Finstad para el libro Natasha: The Biography of Natalie Wood (ISBN 0609809571), que contenía controversiales denuncias de que su ex cuñado Wagner era un homosexual reprimido y fue responsable de la muerte de su hermana.
Wood tiene tres nietos: Nicholas (n. 1998), Daphne (n. 2000) y Max (n. 2002). Actualmente vive en Thousand Oaks, California.